# Simpang Rimba (plaats)
Simpang Rimba is een bestuurslaag in het regentschap Bangka Selatan van de provincie Bangka-Belitung, Indonesië. Simpang Rimba telt 1784 inwoners (volkstelling 2010).